# Michael Sarrazin
Michael Sarrazin (eigentlich Jacques Michel André Sarrazin; * 22. Mai 1940 in Québec; † 17. April 2011 in Montreal) war ein kanadischer Schauspieler. 

## Leben
Sarrazin wurde in der kanadischen Stadt Québec geboren. Schauspiel studierte er am Actors Studio in New York City. 1957, im Alter von 17 Jahren, trat er erstmals in einer kanadischen Fernsehproduktion auf. 1965 nahm ihn Universal unter Vertrag, und er zog 1967 nach Hollywood. In seiner Berufslaufbahn wirkte er vor allem in den 1970er Jahren in größeren Rollen in mit Preisen ausgezeichneten Filmen mit. 
Sarrazin war 1968 bei den Laurel Awards in der Kategorie Male New Face für einen Golden Laurel nominiert. 1969 folgte eine Nominierung für den Golden Globe Award als Bester Nachwuchsdarsteller im Filmdrama Die wilden Jahre. In diesem Film arbeitete er mit Jacqueline Bisset zusammen, die ebenfalls für einen Globe Award nominiert war. 
Den endgültigen Durchbruch brachte Sarrazin die männliche Hauptrolle im Filmdrama Nur Pferden gibt man den Gnadenschuß (1969) von Sydney Pollack. In dieser seiner wohl berühmtesten Rolle verkörperte Sarrazin den Partner von Jane Fonda bei einem Tanzmarathon. Der Film war 1970 in acht Kategorien für einen Oscar nominiert. Gig Young gewann die Auszeichnung als Bester Nebendarsteller. Sarrazin war im darauf folgenden Jahr bei der Verleihung des British Academy Film Award als Bester Nachwuchsdarsteller nominiert. Michael Ande synchronisierte Sarrazin bei diesem Film.
Im zweifach oscarnominierten Filmdrama Sie möchten Giganten sein (1971) spielte Sarrazin an der Seite von Paul Newman, der auch Regie führte, sowie mit Henry Fonda und Lee Remick. Es folgte eine Rolle in der ebenfalls oscarnominierten Westernkomödie Das war Roy Bean (1972) von John Huston, diesmal mit Newman als Hauptdarsteller. In der Filmkomödie Bei mir liegst du richtig (1974) von Peter Yates war Sarrazin an der Seite von Barbra Streisand zu sehen als ihr Taxi fahrender Filmehemann. In Die Re-Inkarnation des Peter Proud (1975) von J. Lee Thompson spielte er die Titelrolle. Zur weiteren Besetzung gehörten Jennifer O’Neill und Margot Kidder. In der Filmkomödie The Loves and Times of Scaramouche bzw. Scaramouche (1976) von Enzo G. Castellari mit Ursula Andress verkörperte Sarrazin ebenfalls die Titelrolle. 
In den 1990er Jahren wirkte Sarrazin häufiger als Gaststar in Fernsehserien mit. 1999 war er für seine Nebenrolle in der dramatischen Fernsehserie The City für einen Gemini Award nominiert. Sarrazin starb 2011 an den Folgen einer Krebserkrankung.

## Filmografie (Auswahl)
- 1964: Selkirk of Red River (ungenannt)
- 1965: Die Leute von der Shiloh Ranch (The Virginian) (Folge Blaze of Glory)
- 1966: Der Flug des Schreckens (The Doomsday Flight)
- 1967: Der Sheriff schießt zurück (Gunfight in Abilene)
- 1967: Der tolle Mr. Flim-Flam (The Flim-Flam Man)
- 1968: Sein Name war Gannon (A Man Called Gannon)
- 1968: Die wilden Jahre (The Sweet Ride)
- 1969: Grüne Augen in der Nacht (Eye of the Cat)
- 1969: Nur Pferden gibt man den Gnadenschuß (They Shoot Horses, Don’t They?)
- 1970: Sie möchten Giganten sein (Sometimes a Great Notion)
- 1971: Fünf Finger geben eine Faust (The Pursuit of Happiness)
- 1972: Der Agent, der seinen Leichnam sah (The Groundstar Conspiracy)
- 1972: Das war Roy Bean (The Life and Times of Judge Roy Bean)
- 1973: Harry mit den langen Fingern (Harry in Your Pocket)
- 1973: Frankenstein, wie er wirklich war (Frankenstein: The True Story)
- 1974: Bei mir liegst du richtig (For Pete’s Sake)
- 1975: Die Re-Inkarnation des Peter Proud (The Reincarnation of Peter Proud)
- 1976: Scaramouche, der Teufelskerl (Le avventure e gli amori di Scaramouche)
- 1976: Die verrückteste Rallye der Welt (The Gumball Rally)
- 1976–1978: Saturday Night Live (Folgen Louise Lasser/Preservation Hall Jazz Band und Michael Sarrazin/Keith Jarrett, Gravity)
- 1978: Der Herr der Karawane (Caravans)
- 1980: Killer aus dem Dunkel (Double Negative)
- 1980: Geliebtes Land (Beulah Land) (Miniserie)
- 1982: Tele-Terror (The Seduction)
- 1982: Tödliche Abrechnung (Fighting Back)
- 1983: Der Fall Sylvester Matuska (Viadukt)
- 1985: Keeping Track – Im Fadenkreuz (Keeping Track)
- 1985: Pauline und Joshua – Zum Teufel mit ... (Joshua Then and Now)
- 1987: Gefangene Herzen (Captive Hearts)
- 1987: Mascara
- 1989: Mord im Paradies (Passion and Paradise)
- 1990: Die Waffen des Gesetzes (Street Legal) (Folge Softsell)
- 1985–1991: Mord ist ihr Hobby (Murder, She Wrote) (Folgen Joshua Peabody Died Here - Possibly und Murder, Plain & Simple)
- 1991: Auf eigene Faust (Counterstrike) (Folge It's All in the Game)
- 1994: Kung Fu – Im Zeichen des Drachen (Kung Fu: The Legend Continues) (Folge The Gang of Three)
- 1995: Jack Higgins – Die Krieger (Midnight Man)
- 1995: The Palmer Files: Der Rote Tod (Bullet to Beijing)
- 1996: Star Trek: Deep Space Nine (Folge The Quickening)
- 1996: The Palmer Files: Herren der Apokalypse (Midnight in Saint Petersburg)
- 1997: Poltergeist – Die unheimliche Macht (Poltergeist: The Legacy) (Folge Fear)
- 1997: Red Zone (The Peacekeeper)
- 1998: Erdbeben in New York (Earthquake in New York)
- 1998: The Second Arrival – Die Wiederkehr (The Second Arrival)
- 1996–1999: Outer Limits – Die unbekannte Dimension (The Outer Limits, Fernsehserie, Folgen: I Hear You Calling, The Other Side)
- 1999: The City (Fernsehserie)
- 2000: Nikita (La Femme Nikita) (Folge 4.19 Ausgeschaltet bzw. Time Out of Mind)
- 2001: Mission Erde – Sie sind unter uns (Earth: Final Conflict) (Folge Guilty Conscience)
- 2002: FearDotCom
- 2005: Tripping the Wire: A Stephen Tree Mystery (Fernsehfilm)
- 2008: The Christmas Choir (Fernsehfilm)
- 2012: On the Road – Unterwegs (On the Road)